# Fredrick Yamoah Opoku
Fredrick Yamoah Opoku (født 19 september 1997) er en ghanesisk professionel fodboldspiller, der spiller som angriber eller en vinger for den danske klub HB Køge i den danske 1. division.